# Statues kouchites de Doukki-Gel
Les sept statues kouchites de Doukki-Gel sont des statues de pharaons du royaume de Koush. Dans l'Antiquité, elles ont été détruites, puis enterrées. Elles ont été redécouvertes récemment et remontées pour être présentées au musée de Kerma (Soudan).

## Contexte
Le royaume de Koush est un pays situé en Nubie, au sud de l'Égypte, moins puissant et moins riche que son grand voisin du Nord. Les relations entre les deux pays ont toujours été variables allant des relations commerciales à la guerre ouverte. Dans ses périodes les plus fastes, l'Égypte a réussi à s'étendre vers le sud et à conquérir la Nubie, par exemple sous le règne de Thoutmôsis Ier en 1504 av. J.-C. mais jamais de façon pérenne.
Mais un nouveau royaume se constitue autour de la ville de Napata. Il se développe fortement et entame l'unification de la Nubie, la conquête de la Haute-Égypte. Et c'est le pharaon Piânkhy (ou Piye) (747 à 716 av. J.-C.) qui inaugure la XXVe dynastie et réussit à conquérir la quasi-totalité de l'Égypte. Avec la volonté de s'intégrer dans la religion, la culture et les mœurs égyptiennes, restaurant et créant des temples notamment à Karnak. Ils dominent l'Égypte pendant environ un siècle.
Mais les pharaons kouchites subissent les attaques des Assyriens et des royaumes égyptiens qui s'émancipent et forment la XXVIe dynastie. Le pharaon égyptien Psammétique II (595-589 av. J.-C.) mène une campagne victorieuse en 592 contre le pharaon kouchite Aspelta avec la volonté de libérer l'Égypte et interdire toute nouvelle attaque des kouchites. Il prend et pille la capitale Napata en ordonnant de détruire toutes les statues kouchites et de marteler le nom de leurs pharaons sur les reliefs.
Puis Psammétique II abandonne rapidement sa conquête et retourne en Égypte. Alors qu'Aspelta déplace sa capitale plus au sud à Méroé.

## Description
Les statues sont celles de souverains kouchites, pas forcément les plus importants :
- Taharqa (690-665)
- Tanoutamon (deux statues) (664-656)
- Atlanersa (653-640)
- Senkamenisken (deux statues) (640-620)
- Aspelta (593-568)

Les pharaons sont dans des attitudes très proches, debout, vêtus d'un pagne, les bras le long du corps, en marche avec le pied gauche en avant. Ils sont coiffés de la calotte kouchite avec deux Uræus ou du pschent (qui symbolise la Haute et la Basse-Égypte) avec des cornes de bélier entourant les oreilles. Dans le dos des statues, se trouve un pilier dorsal avec les titres du pharaon.
Les statues sont de tailles différentes allant de la statue de Taharqa (2,7 m) à celle d'Aspelta (1,23 m) .

## Destruction et reconstruction
Psammétique II fait briser en morceaux les statues des pharaons kouchites. Mais comme il se retire rapidement, Aspelta fait recueillir les morceaux et les fait enterrer dans une fosse à Doukki Gel dans un complexe de temples à proximité de l'ancienne capitale de Kerma, l'ancienne capitale de la Haute-Nubie, juste en amont de la 3e cataracte pour continuer à leur rendre un culte.

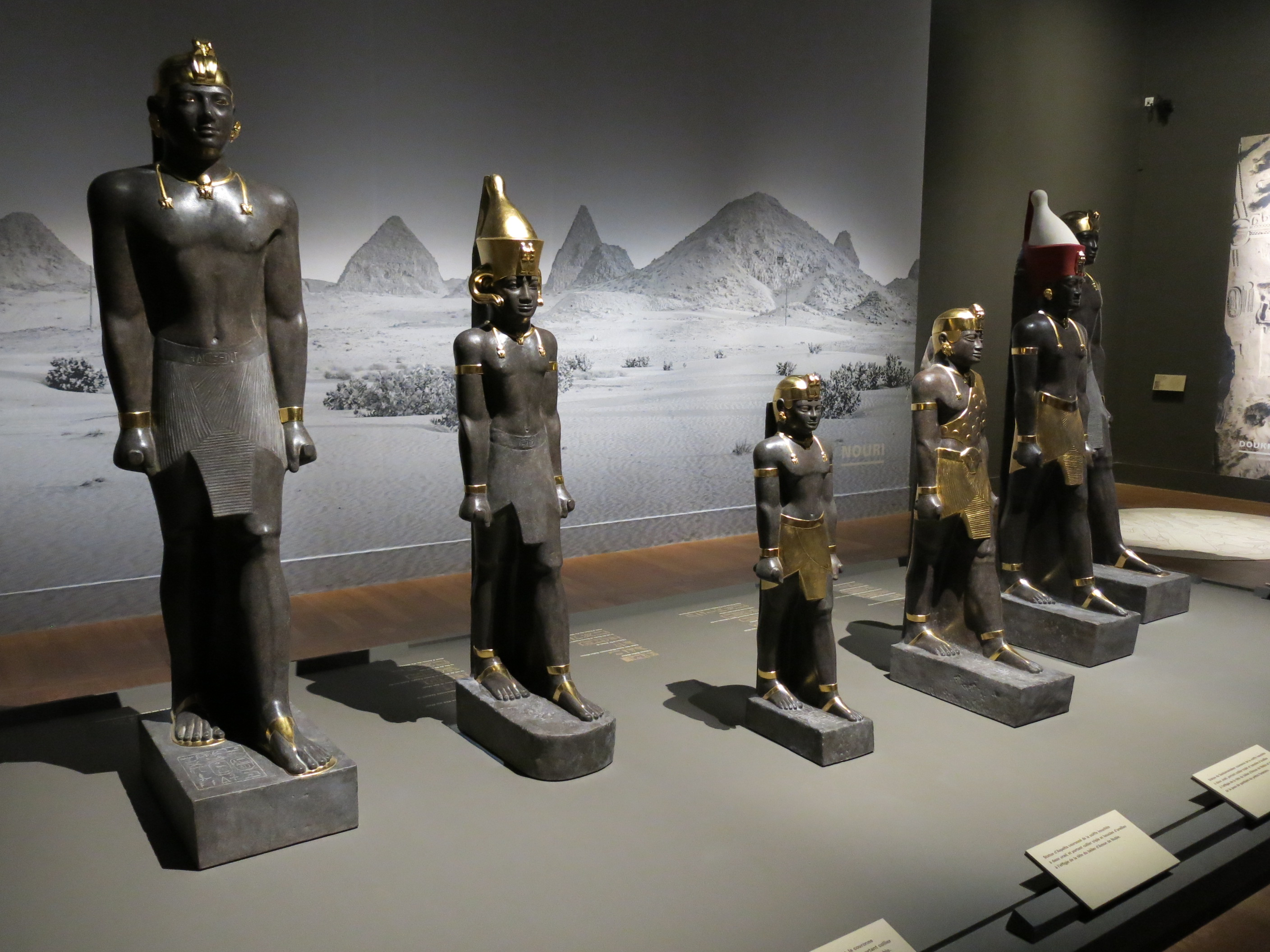
Les statues reconstruites en 3D.

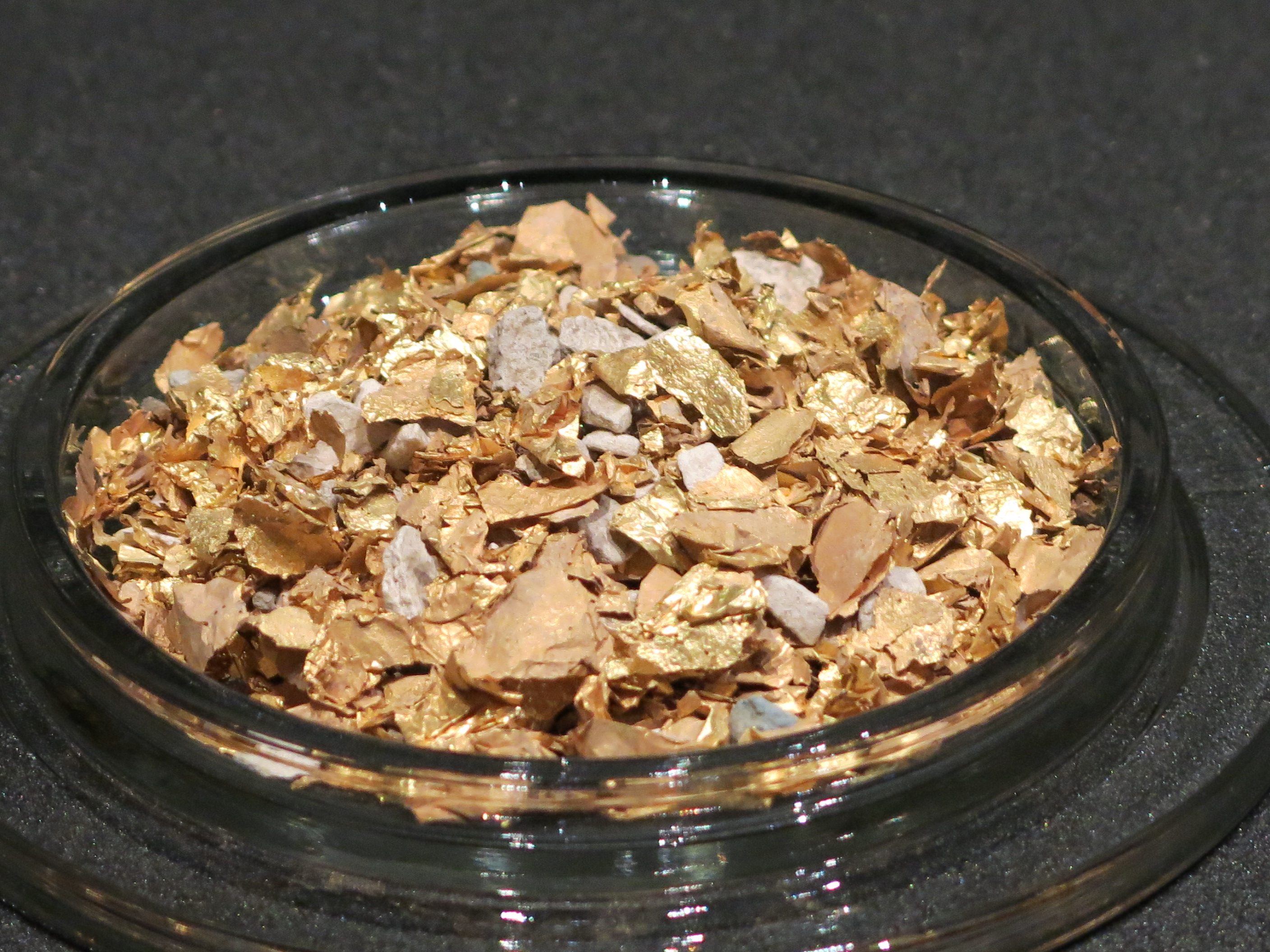
Sont rassemblées ici les feuilles d'or qui ont permis d'identifier les fosses.

2500 ans plus tard, le complexe de temples et notamment un ensemble de trois fosses fait l'objet de fouilles archéologiques. L'attention des archéologues est attirée par des débris d'or. C'est ainsi qu'en 2003, ils découvrent la fosse contenant les statues dont les débris d'or provenaient des décorations dorées des statues.
Les statues sont reconstituées facilement car les morceaux sont en bon état et se rassemblent bien. Elles sont transportées et présentées au musée de Kerma (en). Comme ces statues sont trop fragiles pour être transportées, des copies sont créées en résine par impression 3D. Ce sont ces répliques qui ont été transportées et présentées lors de l'exposition temporaire Pharaon des Deux-Terres au Louvre en 2022.

## Galerie

Détails :
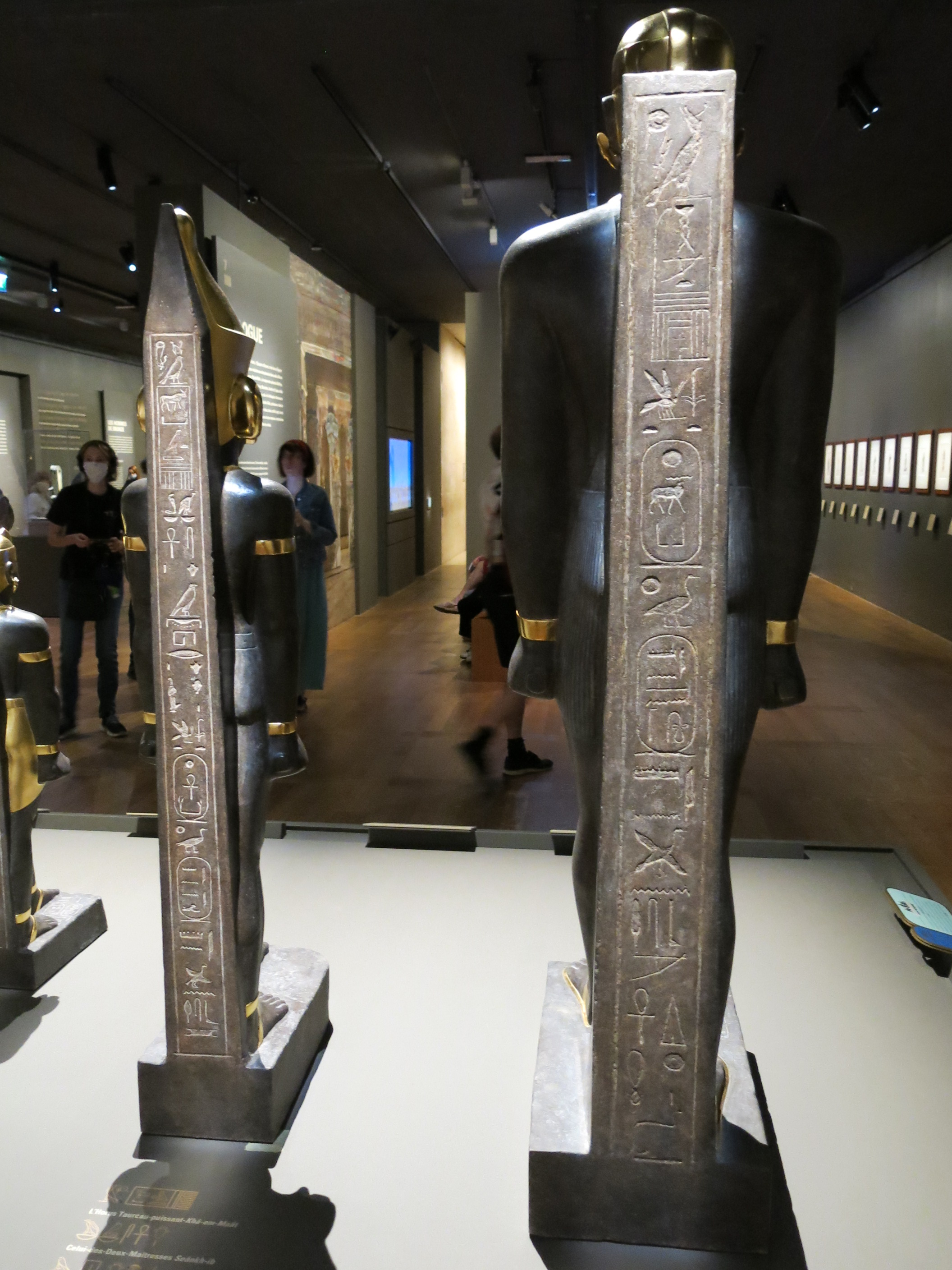
Le dos des statues avec les piliers de titulature
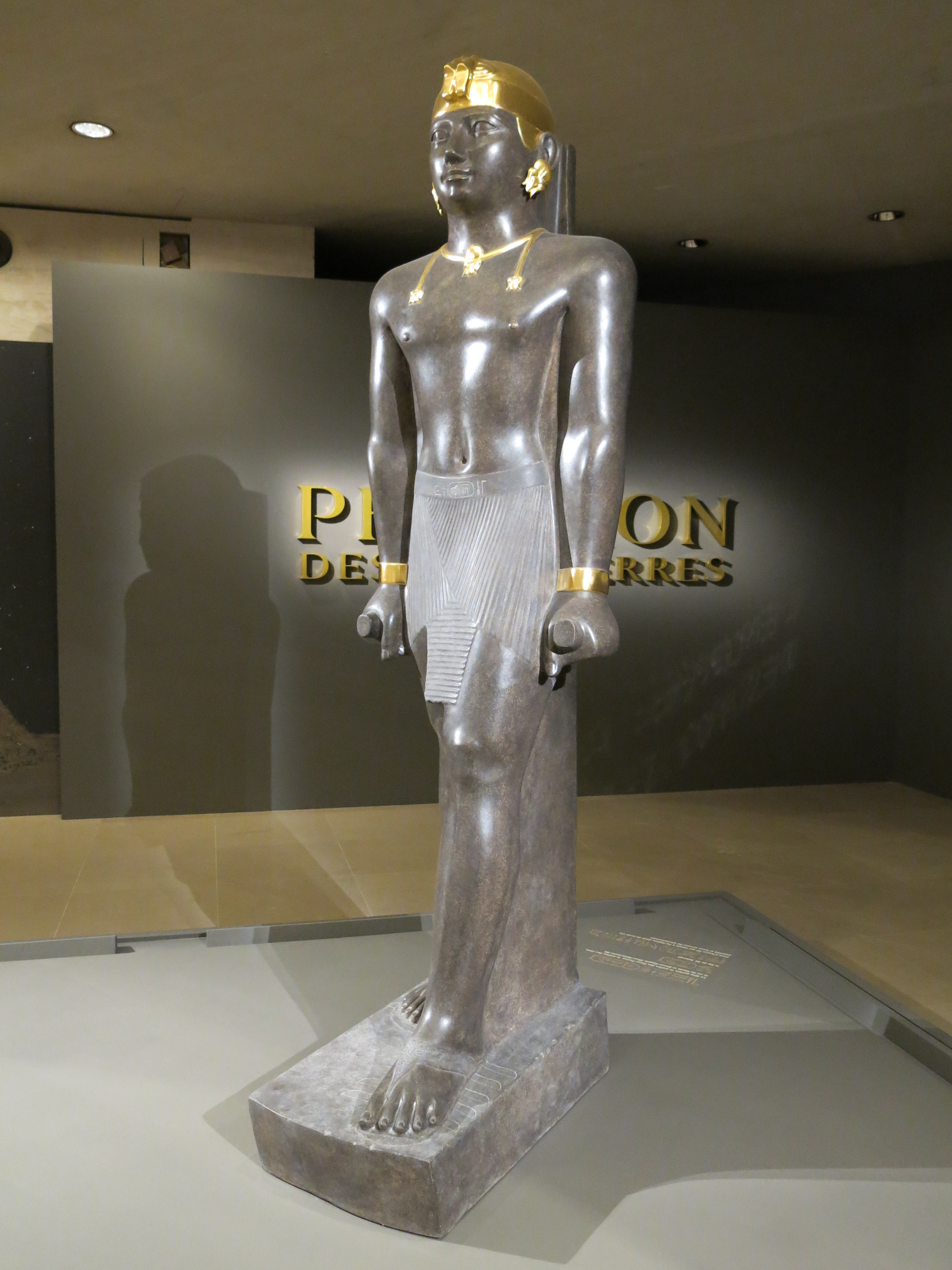
Statue de Taharqa
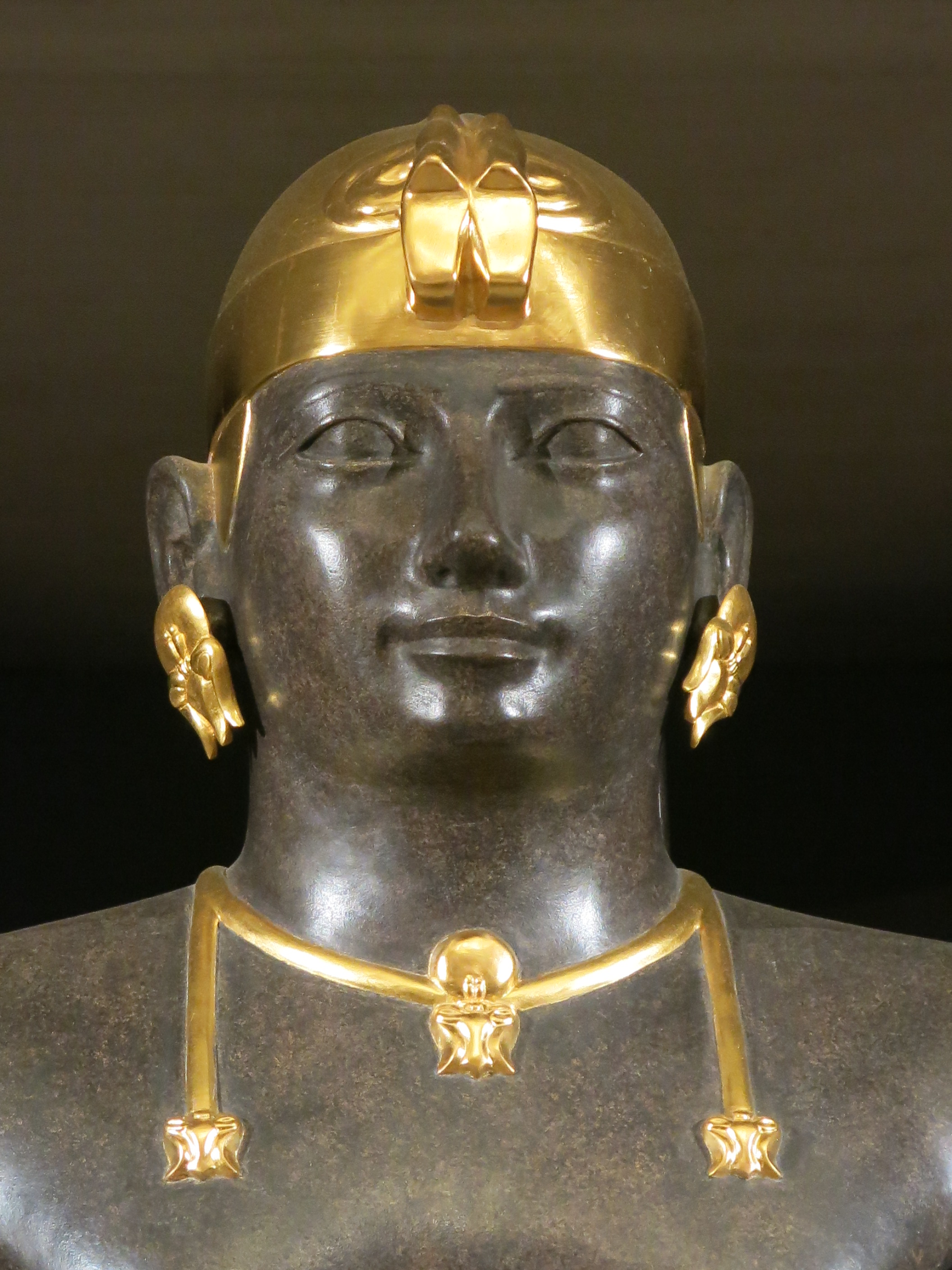
Tête de Taharqa
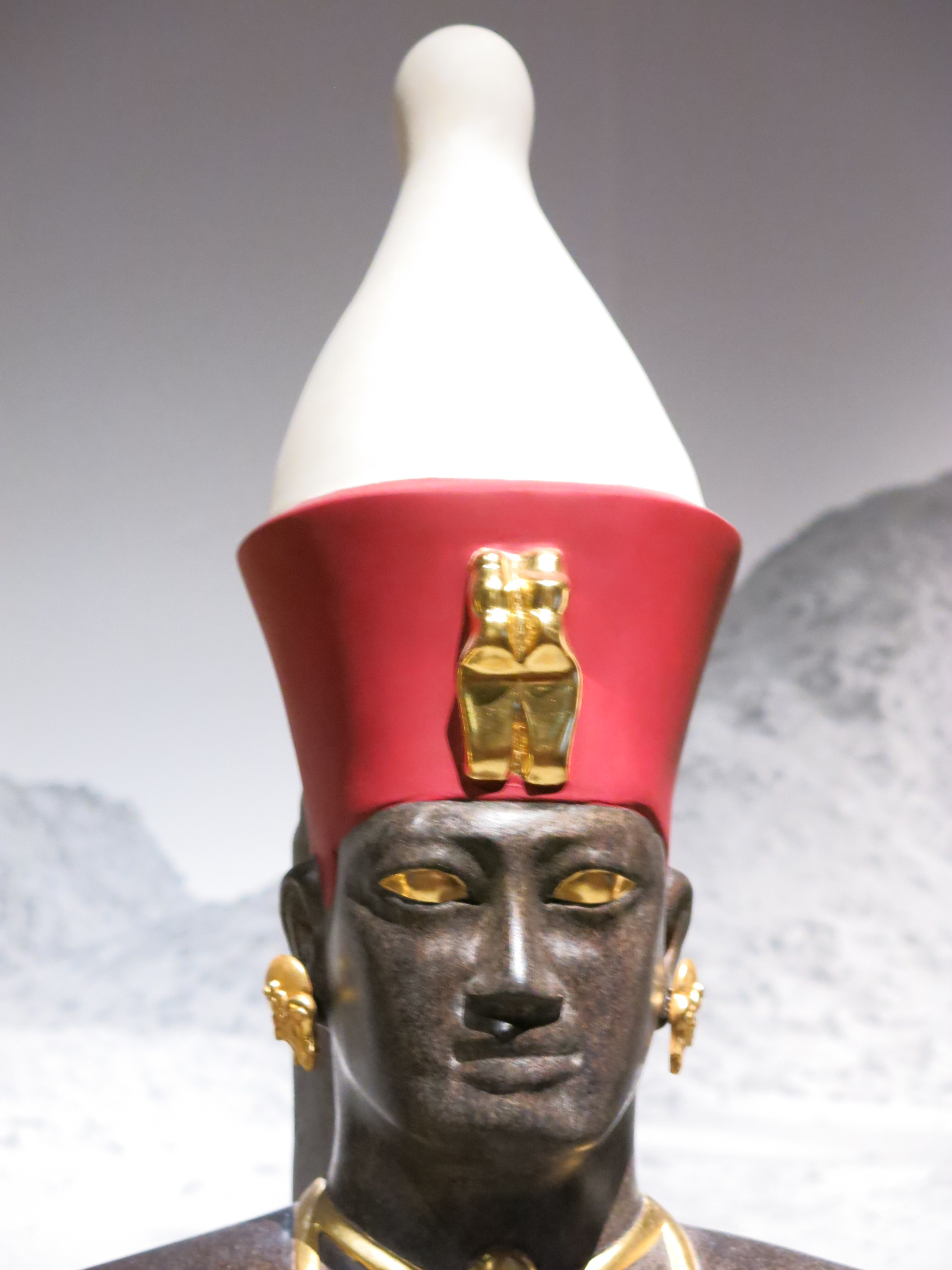
Tête de Senkamenisken
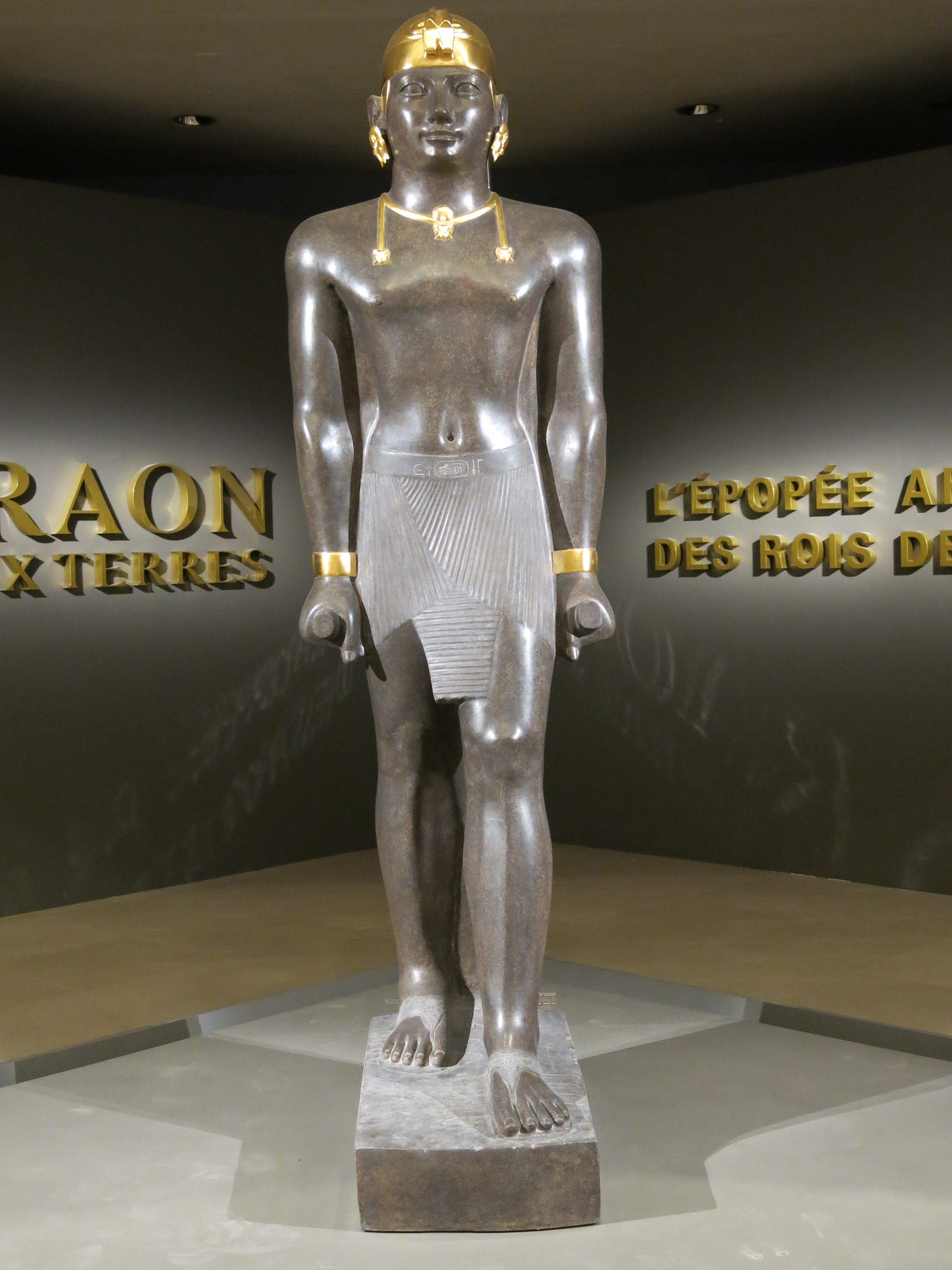
Les visiteurs et Taharqa